# Nati nel 1914/Dicembre
| Questa pagina contiene informazioni ricavate automaticamente dalle voci biografiche con l'ausilio del template Bio e di un bot. L'aggiornamento è periodico e automatico e ricostruisce completamente la pagina. Se manca una persona in questa lista, sei pregato di non aggiungerla, ma accertati piuttosto che la sua voce biografica contenga il template Bio e che i dati anagrafici siano correttamente compilati. Se il template Bio manca, inseriscilo tu stesso o, in alternativa, metti l'avviso {{tmp\|Bio}} che ne segnala la mancanza. Se i dati riportati sono sbagliati, correggi direttamente la voce biografica; le modifiche saranno visibili in questa lista entro pochi giorni. Per chiarimenti vedi il progetto biografie. La lista contiene solo le 147 persone che sono citate nell'enciclopedia e per le quali è stato implementato correttamente il template Bio. Pagina aggiornata al 10 ago 2025. |

- 2 dicembre - Libero Briganti, partigiano italiano († 1944)
- 2 dicembre - Bill Erwin, attore statunitense († 2010)
- 2 dicembre - Zefferino Grassetto, calciatore italiano
- 2 dicembre - Adolph Green, sceneggiatore, librettista e commediografo statunitense († 2002)
- 2 dicembre - Bill Lampton, allenatore di calcio e calciatore inglese († 1976)
- 2 dicembre - Paolino Limongi, diplomatico e arcivescovo cattolico italiano († 1996)
- 2 dicembre - Ehrenfried Patzel, calciatore cecoslovacco († 2004)
- 2 dicembre - Jaroslav Štumpf, calciatore e allenatore di calcio cecoslovacco († 1979)
- 3 dicembre - Pietro Inzani, militare e partigiano italiano († 1945)
- 3 dicembre - Kaisa Parviainen, giavellottista e lunghista finlandese († 2002)
- 3 dicembre - Philipp Vielhauer, presbitero camerunese († 1977)
- 4 dicembre - Arkadij Alov, allenatore di calcio e calciatore sovietico († 1982)
- 4 dicembre - Arthur Prior, filosofo e logico neozelandese († 1969)
- 4 dicembre - George Swindin, allenatore di calcio e calciatore inglese († 2005)
- 5 dicembre - Lina Bo Bardi, architetta e designer italiana († 1992)
- 5 dicembre - Carlo Borgonovo, calciatore italiano († 1987)
- 5 dicembre - Piero Caldirola, fisico italiano († 1984)
- 5 dicembre - Odette Joyeux, attrice e sceneggiatrice francese († 2000)
- 5 dicembre - Hans Hellmut Kirst, scrittore tedesco († 1989)
- 5 dicembre - Walter Lazzaro, pittore, attore e docente italiano († 1989)
- 6 dicembre - Mamo Clark, attrice statunitense († 1986)
- 6 dicembre - Hank Evans, cestista statunitense († 2000)
- 6 dicembre - Giuseppe Ostromann, allenatore di calcio e calciatore italiano († 1988)
- 6 dicembre - Faustino Zugno, politico e funzionario italiano († 1975)
- 7 dicembre - Fermo Camellini, ciclista su strada italiano († 2010)
- 7 dicembre - Eusebio Maria Codina Millà, religioso spagnolo († 1936)
- 7 dicembre - Giovanni Corona, poeta italiano († 1987)
- 7 dicembre - Giorgio Dentuti, monaco cristiano e calciatore italiano († 1990)
- 7 dicembre - Noemo Grugnetti, calciatore italiano
- 7 dicembre - Hans Rohde, calciatore tedesco († 1979)
- 7 dicembre - Einari Teräsvirta, ginnasta finlandese († 1995)
- 8 dicembre - Nino D'Aurelio, tenore italiano († 1958)
- 8 dicembre - Corbett Davis, giocatore di football americano statunitense († 1968)
- 8 dicembre - Adolf Diekmann, militare e criminale di guerra tedesco († 1944)
- 8 dicembre - Friedrich Entress, medico tedesco († 1947)
- 8 dicembre - Aldo Forzinetti, aviatore e militare italiano († 1941)
- 8 dicembre - Marcello La Greca, entomologo italiano († 2001)
- 8 dicembre - Alberto Mondadori, editore, giornalista e scrittore italiano († 1976)
- 8 dicembre - Čėslaŭ Sipovič, vescovo cattolico bielorusso († 1981)
- 9 dicembre - Herbert Hunger, bizantinista austriaco († 2000)
- 9 dicembre - Shmuel Katz, scrittore, storico e giornalista israeliano († 2008)
- 9 dicembre - Mario Alighiero Manacorda, pedagogista italiano († 2013)
- 9 dicembre - Max Manus, partigiano norvegese († 1996)
- 9 dicembre - Frances Reid, attrice statunitense († 2010)
- 9 dicembre - Hildegart Rodríguez Carballeira, attivista spagnola († 1933)
- 9 dicembre - Jerzy Rossudowski, cestista polacco († 1944)
- 9 dicembre - Jean Snella, allenatore di calcio e calciatore francese († 1979)
- 10 dicembre - Felice Chilanti, partigiano, giornalista e scrittore italiano († 1982)
- 10 dicembre - Reginald John Delargey, cardinale neozelandese († 1979)
- 10 dicembre - Francesco Doccini, ciclista su strada italiano († 2000)
- 10 dicembre - Astrid Henning-Jensen, regista e sceneggiatrice danese († 2002)
- 10 dicembre - Dorothy Lamour, attrice e cantante statunitense († 1996)
- 11 dicembre - Andrea Giuseppe Croce, marinaio e velista italiano († 1986)
- 11 dicembre - Richard Mathews, attore britannico († 1992)
- 11 dicembre - Attilio Trebbi, politico italiano († 2008)
- 12 dicembre - Alessandrina Luisa di Danimarca, principessa danese († 1962)
- 12 dicembre - Umberto Luciano Altomare, vescovo cattolico italiano († 1986)
- 12 dicembre - Patrick O'Brian, scrittore, saggista e traduttore britannico († 2000)
- 12 dicembre - William Rose, sceneggiatore statunitense († 1987)
- 13 dicembre - Fred Coe, regista e produttore televisivo statunitense († 1979)
- 13 dicembre - Larry Parks, attore statunitense († 1975)
- 14 dicembre - Bruno Bisterzo, pugile italiano († 1955)
- 14 dicembre - Karl Carstens, politico tedesco († 1992)
- 14 dicembre - Johnny Long, giocatore di football americano statunitense († 1975)
- 14 dicembre - Nam Phương, imperatrice vietnamita († 1963)
- 15 dicembre - Carlos Hugo Christensen, regista argentino († 1999)
- 15 dicembre - Jihei Furusho, pallanuotista giapponese
- 15 dicembre - Julio Uriarte, calciatore spagnolo († 1992)
- 16 dicembre - Silvio Bisio, pittore e scultore italiano († 1997)
- 16 dicembre - Nelly Corradi, attrice e soprano italiana († 1968)
- 16 dicembre - Renzo Franzo, politico italiano († 2018)
- 16 dicembre - Sekiji Sasano, calciatore giapponese († 2004)
- 16 dicembre - Toti Scialoja, pittore e poeta italiano († 1998)
- 17 dicembre - Enrico Calenda, militare italiano († 1941)
- 17 dicembre - Alfréd Radok, regista cecoslovacco († 1976)
- 17 dicembre - Chick Reiser, cestista e allenatore di pallacanestro statunitense († 1996)
- 18 dicembre - Edmondo Buccarelli, militare e patriota italiano († 1940)
- 18 dicembre - František Fadrhonc, allenatore di calcio cecoslovacco († 1981)
- 18 dicembre - Marne Maitland, attore indiano († 1991)
- 18 dicembre - Luigi Musina, pugile italiano († 1990)
- 18 dicembre - Niu Ping-yih, allenatore di pallacanestro taiwanese
- 19 dicembre - Pietro Brandani, calciatore italiano
- 20 dicembre - Harry F. Byrd Jr., politico e militare statunitense († 2013)
- 20 dicembre - Carlos Nunes, calciatore e allenatore di calcio portoghese
- 20 dicembre - Adrian von Fölkersam, militare tedesco († 1945)
- 20 dicembre - Richard Menapace, ciclista su strada austriaco († 2000)
- 21 dicembre - Oreste Chinol, calciatore italiano
- 21 dicembre - Ivan Generalić, pittore croato († 1992)
- 21 dicembre - István Kiszely, calciatore ungherese († 1993)
- 21 dicembre - Eustace Lycett, effettista statunitense († 2006)
- 21 dicembre - Liana Millu, scrittrice, partigiana e superstite dell'Olocausto italiana († 2005)
- 21 dicembre - Angelo Palmas, arcivescovo cattolico italiano († 2003)
- 21 dicembre - Gustav Rehn, calciatore norvegese († 1987)
- 21 dicembre - Felice Renoldi, calciatore e allenatore di calcio italiano († 2003)
- 22 dicembre - George Green, calciatore inglese († 1995)
- 22 dicembre - Colin Hannah, generale e politico australiano († 1978)
- 23 dicembre - Aramis Ammannato, generale e aviatore italiano († 2007)
- 23 dicembre - Dezider Kardoš, compositore slovacco († 1991)
- 24 dicembre - Alfred Dompert, siepista tedesco († 1991)
- 24 dicembre - Franco Lucchini, ufficiale e aviatore italiano († 1943)
- 24 dicembre - Ralph Marterie, musicista italiano († 1978)
- 24 dicembre - Herbert Reinecker, scrittore, autore televisivo e produttore televisivo tedesco († 2007)
- 24 dicembre - Hans Rösch, bobbista tedesco († 1962)
- 24 dicembre - Wang Renmei, attrice e cantante cinese († 1987)
- 25 dicembre - Nello Aprile, architetto e saggista italiano († 2012)
- 25 dicembre - Natale Faccenda, calciatore italiano († 2003)
- 25 dicembre - Konrad Georg, attore tedesco († 1987)
- 25 dicembre - Oscar Lewis, antropologo statunitense († 1970)
- 25 dicembre - Irina Fëdorovna Sebrova, aviatrice russa († 2000)
- 25 dicembre - Carlos Servetti, calciatore uruguaiano († 1980)
- 26 dicembre - Baba Amte, avvocato e attivista indiano († 2008)
- 26 dicembre - Ezio Biondi, militare e aviatore italiano († 1941)
- 26 dicembre - Elsa De Giorgi, attrice, regista e scrittrice italiana († 1997)
- 26 dicembre - Sushila Nayyar, medico e politica indiana († 2001)
- 26 dicembre - Alessandro Parronchi, poeta, storico dell'arte e critico d'arte italiano († 2007)
- 26 dicembre - Ettore Passerin d'Entrèves, storico e partigiano italiano († 1990)
- 26 dicembre - Maria Francesca di Savoia, principessa italiana († 2001)
- 26 dicembre - Angelo Scapin, calciatore italiano († 1999)
- 26 dicembre - Lica Steiner, illustratrice, grafica e partigiana italiana († 2008)
- 26 dicembre - Richard Widmark, attore statunitense († 2008)
- 27 dicembre - Giuseppe Berto, scrittore, drammaturgo e sceneggiatore italiano († 1978)
- 27 dicembre - Dorris Bowdon, attrice statunitense († 2005)
- 27 dicembre - Jack Bradbury, fumettista statunitense († 2004)
- 27 dicembre - Bruno Camolese, calciatore italiano († 2010)
- 27 dicembre - Gino Galuppini, ammiraglio e storico italiano († 2010)
- 27 dicembre - Antonio Gemo, calciatore e allenatore di calcio italiano
- 27 dicembre - Nicola Rinaldi, politico italiano († 2016)
- 27 dicembre - Rinaldo Santini, politico italiano († 2013)
- 28 dicembre - Dick Been, calciatore olandese († 1978)
- 28 dicembre - Lee Bowman, attore statunitense († 1979)
- 29 dicembre - Zainul Abedin, pittore bangladese († 1976)
- 29 dicembre - Domènec Balmanya, calciatore e allenatore di calcio spagnolo († 2002)
- 29 dicembre - Roberto Pagnani, collezionista d'arte italiano († 1965)
- 29 dicembre - Billy Tipton, compositore e musicista statunitense († 1989)
- 29 dicembre - Alfred Vohrer, regista, sceneggiatore e attore tedesco († 1986)
- 30 dicembre - Bruno Alessandrini, generale e aviatore italiano († 1985)
- 30 dicembre - Guido Bobba, militare e aviatore italiano († 1940)
- 30 dicembre - Natalia Bode, fotografa sovietica († 1996)
- 30 dicembre - Aurelio Gonzato, pittore svizzero († 2014)
- 30 dicembre - Carlo Sabadini, calciatore italiano
- 30 dicembre - Aloysio de Oliveira, cantante, produttore discografico e compositore brasiliano († 1995)
- 31 dicembre - Aldo Dapas, calciatore e allenatore di calcio italiano († 2008)
- 31 dicembre - Nikolajs Levitanuss, calciatore lettone († 1995)
- 31 dicembre - Yrjö Nikkanen, giavellottista finlandese († 1985)
- 31 dicembre - Eva Nova, cantante e attrice italiana († 1996)
- 31 dicembre - Vittorio Piccinini, militare italiano († 1942)
- 31 dicembre - René Schneider, generale cileno († 1970)